# Ирина Ангелина (дочь Алексея III Ангела)
Ирина Комнина Ангелина (Ειρήνη Κομνηνή Άγγελίνα) — византийская принцесса, первая дочь императора Алексия III Ангела и Евфросинии Дукиной Каматерины.

## Жизнь
Ирина родилась еще до начала правления ее отца Алексия, который в 1195 году устроил переворот против своего брата Исаака и занял императорский престол. В то время Ирина уже была замужем за великим Друнгарием Андроником Кондостефаном, который, по словам Хониата, был дальним родственником ее матери Евфросинии.
Андроник Кондостефан умер около 1196 года, незадолго до этого уйдя в монастырь. Около 1198 года император  выдал овдовевшую Ирину замуж за севастократора Алексия Палеолога. Алексий III, не имевший сыновей, планировал посредством этого брака приобрести наследника престола в лице своего нового зятя. Однако в то время севастократор Алексий Палеолог уже был женат, из-за чего император заставил его развестись с первой женой. Так, летом 1199 года Ирина и Алексий Палеолог весьма торжественно обвенчались: Ирина, носившая красные туфли, получила титул Василисы, а Алексий удостоился титула деспота и стал наследником престола. В это же время младшая сестра Ирины, также овдовевшая Анна Ангелина, была замужем за Теодором Ласкарисом, основателем Никейской империи.
От брака Ирины и Алексия Палеолога родилась единственная дочь — Феодора Ангелина Палеологина (*ок. 1200; † в монахини Феодосии ), которая в 1216 г. вышла замуж за великого доместика Андроника Комнина Палеолога (*ок. 1190; † 1248/1252). ) и стала матерью будущего византийского императора Михаила VIII Палеолога.
Ирина Ангелина пережила своего второго мужа, умершего в 1203 году. Сама она закончила жизнь в изгнании далеко от Константинополя, и точный год ее смерти неизвестен.